# Чемпионат Беларуси по шашечной композиции 2006
Чемпионат Белоруссии по шашечной композиции 2006, оригинальное название — Второй этап XIII чемпионата Беларуси по шашечной композиции — национальное спортивное соревнование по шашечной композиции. Организатор — комиссия по композиции Белорусской Федерации Шашек. Соревнования проходили заочно.

## О турнире
Начиная с 1991 года, белорусские чемпионаты стали проводиться раз в два года, при этом разделив соревнования по русским и международным шашкам на ежегодные этапы чемпионата. Суммирования очков этапов не производилось. Таким образом, в XIII чемпионате Беларуси по шашечной композиции на 1-м этапе в 2005-м соревновались в русские шашки, а на 2-м этапе — в международные.
Соревнования проводились в 4 дисциплинах: миниатюры, проблемы, задачи, этюды.
После слегка неудачного для себя выступления в чемпионатах 2004, 2005 Леонид Витошкин (Гомель) вновь стал лучшим на чемпионате, завоевав две золотые медали (в миниатюрах и этюдах) и одну серебряную (в проблемах). При этом отставание от победителя составило всего 0,5 очка.
Для Александра Ляховского чемпионат стал лучшим по завоеванным медалям — в этюдах бронза и в задачах серебро.

## Спортивные результаты
Миниатюры-100.
 Леонид Витошкин — 21,75 очка.  Василий Гребенко — 21,0.  Пётр Кожановский — 20,5. 4. Дмитрий Камчицкий — 20,25. 5. Григорий Кравцов — 15,0. 6. Александр Коготько — 13,25. 7. Виктор Шульга — 12,5. 8. Александр Ляховский — 7,25.
Проблемы-100.
 Виктор Шульга — 29,25.  Леонид Витошкин — 29,0.  Григорий Кравцов — 26,0. 4. Николай Крышталь — 25,0. 5. Дмитрий Камчицкий — 21,5. 6. Пётр Кожановский — 21,5. 7. Александр Ляховский — 14,75. 8. Александр Коготько — 11,5. 9. Василий Гребенко — 7,0.
Этюды-100.
 Леонид Витошкин — 22,5.  Пётр Кожановский — 11,75.  Александр Ляховский — 7,5. 4. Григорий Кравцов — 7,0. 5. Василий Гребенко — 6,5. 6. Александр Коготько — 4,25.
Задачи-100.
 Анатолий Шабалин — 21,0.  Александр Ляховский — 19,0.  Николай Крышталь — 16,75. 4. Александр Шурпин — 13,75. 5. Константин Тарасевич — 12,0. 6. Николай Бобровник — 9,5.